# Bang Ye-dam
Bang Ye-dam (hangul: 방예담; Seúl, 7 de mayo de 2002) es un cantante surcoreano, conocido por ser exmiembro del grupo masculino surcoreano Treasure. Conocido por calificar como subcampeón en el programa de supervivencia de SBS, K-pop Star 2. Entre sus especialidades artísticas se encuentran el canto, el baile, la composición y el rap.

## Biografía

### Vida cotidiana
Bang Ye-dam nació el 7 de mayo de 2002 en Seúl, Corea del Sur. Proviniendo de una familia de músicos, su padre, Bang Dae-sik es bien conocido por sus canciones en anuncios y programas animados como Name Card y Dried Fruit. Su madre, Jung Mi-young es conocida por cantar bandas sonoras en el K-drama Friends de obra y película After the Show Ends.. Su tío Bang Byung-seok es conocido como compositor y director en la industria comercial de las películas.
Ye-dam está actualmente graduado del Instituto de Artes escénicas de Seúl en Guro-gu, Seúl.

### 2012–2014: K-pop Star 2 y Actividades predebut
En agosto de 2012, Ye-dam audicionó para el programa de supervivencia de SBS, K-pop Star 2. Al oír a Ye-dam durante la primera ronda, BoA halagó su voz al compararlo con un Michael Jackson joven, añadiendo además, cuando llegó al crescendo, que el parecido era mucho más evidente. Park Jin-young (CEO de JYP Ent.) alabó su ritmo y su tono mientras que Yang Hyun-suk (CEO de YG Ent.) se encontraba intrigado por su voz comentando que podía alcanzar el alma de la audiencia. Calificó como Subcampeón detrás de Akdong Musician.
En junio de 2013, después de recibir amor profundo por parte del público, Yang Hyun-suk confirmó que Ye-dam se unió a YG Entertainment. Así, ambos (Primer y segundo lugar) como ganadores de K-Pop Star Temporada 2 se encuentran bajo el sello discográfico de YG Entertainment.
Más tarde ese año, Ye-dam hizo una aparición en el episodio final de WIN: Who is Next junto con artistas de YG Lee Hi y Akdong Musician, marcando su primera aparición en un show de televisión después de K-Pop Star Temporada 2. Hicieron un cover de la canción Officially Missing You. Debido a la cercanía con la Estrella del K-pop Lee Seung-hoon, Ye-dam también aparecido en un clip no-lanzado de WIN: Who is Next con WINNER, quienes anteriormente se encontraban en el Team A. En el año siguiente, Ye-dam también hizo aparición en el Programa de WINNER, WINNER TV .

### 2018–2019: YG Treasure Box
En noviembre de 2018, Ye-dam participó en reality de supervivencia YG Treasure Box y estuvo enfrentándose contra otros 28 trainees para asegurar un sitio en la nueva boygroup de YG Entertainment. Durante una evaluación mensual presentó una canción compuesta por el titulada 'Blackswan' demostrando así sus dotes como compositor. Ye-dam logró obtener un puesto en la Final Line-up y ser elegido globalmente como el primer puesto entre el equipo vocal. Marcando el fin del show, se reveló que el boygroup había sido nombrado Treasure. En febrero de 2019, se anunciaron y revelaron las dos Line-ups oficiales del show, Treasure y Magnum. Las cuales en conjunto formarían TREASURE13.

### 2020: Primer sencillo solista de Ye-dam
El 20 de mayo, YG Entertainment hizo un anuncio vía la página de YG-LIFE.COM y Twitter, dando a conocer el primer sencillo como Solista de Bang Ye-dam, titulado '왜요 (WAYO)' como regalo al fandom por la larga espera para el debut tanto del grupo como de Ye-dam. Dicho sencillo viene siendo planeado desde su salida K-pop Star 2. Tras 7 años de espera, finalmente la canción fue liberada el 5 de junio, debutando en el Top 20 de la lista de canciones mundiales de iTunes — convirtiéndose en el primer artista novato en entrar — y logrando posicionarse también en el 10° lugar en el chart 'World digital song Sales' de Billboard — convirtiéndose también en el primer miembro de un grupo novato en debutar en dicha lista de Billboard — .

## Discografía
| Título                                                                        | Año  | Posiciones altas | Ventas          | Álbum                       |
| Título                                                                        | Año  | COREA            | Ventas          | Álbum                       |
| ----------------------------------------------------------------------------- | ---- | ---------------- | --------------- | --------------------------- |
| "Sir Duke"                                                                    | 2013 | 42               | - COR: 94,393+  | K-pop Star T2 TOP8          |
| "When a Man Loves a Woman"                                                    | 2013 | 61               | - COR: 41,479+  | K-pop Star T2 TOP5          |
| "Only You" (너뿐이야)                                                         | 2013 | —                | - COR: 26,151+  | K-pop Star T2 TOP4          |
| "Karma Chameleon"                                                             | 2013 | 70               | - COR: 41,254+  | K-pop Star T2 TOP2          |
| "Officially Missing You"                                                      | 2013 | 11               | - COR: 601,644+ | K-pop Star T2 TOP2 Especial |
| "—" Denota lanzamiento que no logró calificar o no fue liberado en esa región |      |                  |                 |                             |

## Filmografía

### Serie televisiva
| Fecha | Red     | Título                    | Notas            |
| ----- | ------- | ------------------------- | ---------------- |
| 2018  | Netflix | YG Future Strategy Office | Cameo en el Ep 3 |

### Reality show
| Fecha | Red           | Título              | Aparición                             |
| ----- | ------------- | ------------------- | ------------------------------------- |
| 2012  | SBS           | K-pop Star 2        | Participante                          |
| 2014  | SBS           | K-pop Star 3        | Episodio 14                           |
| 2014  | Mnet          | Winner TV           | Episodio 8                            |
| 2017  | Mnet          | Stray Kids          | Episodios 6–7                         |
| 2018  | JTBC2 YouTube | YG Treasure Box     | Participante                          |
| 2020  | MBC           | King of Mask Singer | concursó como "High School 3rd Grade" |

## Premios y nominaciones
| Año  | Premios      | Categoría | Resultado |
| ---- | ------------ | --------- | --------- |
| 2012 | K-pop Star 2 | 2.º Lugar | Ganador   |